# Бен-Цви, Шмуэль
Шмуэль Бен-Цви (родился в 1948 году) Руководитель израильского иновещания и вещания для новых репатриантов («Река») .

## Биография
Шмуэль Бен-Цви (имя при рождении Самуил Цвизон) родился 27 мая 1948 года в г.Вильнюс, Литва в еврейской семье. В 1967—1972 годах учился в Вильнюсском университете на историко филологическом факультете.
В молодости с отцом участвовал в еврейском фольклорном ансамбле, который символизировал еврейское движение в борьбе за выезд в Израиль. Репатриировался в 1971 году. 1972-73 годах учился в Иерусалимском Университете на факультете советологии. Один из создателей ансамбля «Анахну Кан» («Мы Здесь») в Израиле. Был его административным директором. Ансамбль добился успеха на международных сценах.
В 1990 году руководство «Еврейского агентства» поручило будущему руководителю израильского Иновещания Шмуэлю Бен-Цви создать представительство в Москве и в конце ноября 1990 года он стал первым представителем этой организации..Документы оформлялись в посольстве Голландии. И тогда, как журналисту израильского Гостелерадио, Шмуэлю Бен-Цви пришла в голову идея добиться сотрудничества с Останкино (телекомпания). Уже в феврале 1991 года в СССР прибыла делегация руководителей Гостелерадио Израиля во главе с генеральным директором Арье Мекелем. Произошла встреча с руководством Останкино (телекомпания), интенсивные переговоры привели к подписанию договора о сотрудничестве. Летом 1991-го в Москву прибыл первый корреспондент Государственного Первого канала израильского телевидения Михаэль Карпин. С этого и началось сотрудничество двух «медий» обеих стран. В 1992 году — Советник первой официальной израильской делегации в страны СНГ во главе с Министром иностранных дел г-ном Шимон Пересом.
C 1991 года по 2011 год занимал должность директора иностранного вещания и вещания для новых репатриантов.
В 1993 году Григорий Яковлевич Ратнер (зам. главного редактора ИТА 1 канала Ростелевидения) был в командировке в Израиле. И совместно с руководителем израильского Иновещания Шмуэлем Бен-Цви добились чтобы кабельные сети Израиля платили «Останкино» за вещание программ «Первого канала — Останкино». В дальнейшем была создана вещательная сеть YES (израильская компания спутникового телевидения).. С 1993 года по 2000 год работал ведущим новостей и редактором на первом и тридцать третьем телеканалах израильского Гостелерадио. С 2000 года по 2003 год работал главным редактором телевизионной программы «Калейдоскоп» на Центральном Телевидении (Первый канал  израильского Гостелерадио).
С 2011 года по 2015 год работал ведущим новостей и редактором на государственной радиостанции «Голос Израиля»

## Семья
Супруга — израильская певица-сопрано Ева Бен-Цви (На её счету несколько заметных премьерных спектаклей и премьерных записей еврейской музыки. В 1993 году она впервые исполнила цикл песен Габриэля Ирани «Гимны Иова»).

## Публикации
- Встреча в кафе «Репортер» и её международные последствия — http://www.isrageo.com/2021/01/17/ratner395/